# موتور شماره ۱ مرتع‌داری شهید امیر طاهر
موتور شماره ۱ مرتع‌داری شهید امیر طاهر یک منطقهٔ مسکونی در ایران است که در دهستان دهسرد واقع شده‌است. موتور شماره ۱ مرتع‌داری شهید امیر طاهر ۲۴ نفر جمعیت دارد.